# Alaine
Alaine (em árabe: العين; romaniz.: Al-'Ayn) é uma cidade dos Emirados Árabes Unidos situada no emirado de Abu Dabi. Segundo censo de 2015, tinha 519 272 habitantes. Está a 292 metros de altura, próximo a fronteira leste com o Sultanato de Omã.
A cidade é dotada de grande infraestrutura: museus, universidades, aeroporto internacional, lagos verdes entre as montanhas, zoológicos, aquários, parques temáticos, local para corrida de camelos, jardins, hotéis de variados níveis de luxo, estâncias turísticas, campos de golf, sítios arqueológicos entre outros.
A cidade, a cerca de 100 quilômetros do mar, é considerada uma das mais verdes da Arábia, devido à abundância de vegetação. Localiza-se a 160 km tanto de Abu Dabi quanto de Dubai, e é atendida por linhas aéreas nacionais e internacionais e por estradas asfaltadas.
A cidade é governada por S.A. Xeique Tanhoon bin Mohammed Al Nahyan, membro da família Nahyan, que governa o Emirado de Abu Dabi.
Tem um clube de futebol bastante conhecido, o Al Ain FC.

## UNESCO
A UNESCO inscreveu os Sítios culturais de Al Ain (Hafit, Hili, Bidaa Bint Saud e os oásis) como Patrimônio Mundial por "testemunharem a ocupação humana de uma região desértica desde o período Neolítico com muitos vestígios de culturas pré-históricas. Provê um importante testemunho da transição de culturas da região da caça e pastoreio à agricultura"